# أرونداتي باتاشاريا
أرونداتي باتاشاريا (بالهندية: अरुंधति भट्टाचार्य؛ بالإنجليزية: Arundhati Bhattacharya) هي مصرفية هندية، ولدت في 18 مارس 1956 في كلكتا في الهند.